# Credendo
 (août 2020).
Credendo est un groupe d’assurance-crédit européen dont le siège se trouve à Bruxelles et qui possède des succursales dans 15 Etats.
Il est connu sous son ancienne dénomination « Office national du Ducroire » détenue à 100% par l'Etat belge. Depuis 2015, la société mère et toutes les filiales ont un nom commun : Credendo Group.
Le groupe a le statut d’une institution publique bénéficiant d’une large autonomie[pas clair].

## Historique
Credendo est l’une des plus anciennes entreprises d’assurance-crédit.
Les services d’agence de crédit à l’exportation demeurent l’activité principale à ce jour.
Le groupe est présent sur l'ensemble du continent européen.

## Activités
Les activités peuvent être scindées en deux parties :
- D’une part, les opérations avec garantie de l’État belge (assurance-crédit publique) destinées à soutenir les exportations belges[2]. Pour ce genre d’assurance, les transactions couvertes doivent comprendre un intérêt belge.
- D’autre part, les transactions couvertes sans garantie de l’État belge (assurance-crédit privée). Outre le cautionnement, le produit le plus courant est la police d’assurance-crédit couvrant la totalité du chiffre d’affaires.

## Notation financière
Le groupe a une notation financière Standard & Poor’s : long terme : AA+ ; court terme : A-1+[réf. nécessaire][Quand ?]
Son modèle de notation financière des pays a servi de base au modèle de modèle de notation des pays de l’OCDE[réf. nécessaire] qui est utilisé par les ECA.